# Hadena consparcata
Hadena consparcata är en fjärilsart som beskrevs av Freyer. Hadena consparcata ingår i släktet Hadena och familjen nattflyn. Inga underarter finns listade i Catalogue of Life.